# Weitenbach
Weitenbach är ett vattendrag i Österrike.   Det ligger i förbundslandet Niederösterreich, i den nordöstra delen av landet, 80 km väster om huvudstaden Wien.
I omgivningarna runt Weiten Bach växer i huvudsak blandskog. Runt Weiten Bach är det ganska tätbefolkat, med 75 invånare per kvadratkilometer.